# Старое Максимкино
Старое Максимкино (чув. Макҫӑмьел) — село в Кошкинском районе Самарской области, административный центр сельского поселения Старое Максимкино.

## География
Находится на расстоянии примерно 28 километров по прямой на север-северо-запад от районного центра села Кошки.

## История
Основано чувашами на рубеже XVII-XVIII веков. По преданию, название получило от первопоселенца. Местные краеведы полагают, что дату основания можно отнести к 1701 году, в 1731 году местным жителям удалось доказать законность своего поселения. В 1747 году проживало 187 человек. В 1858 году было учтено 73 двора, в 1891 171 двор. Упомянут Василием Татищевым. 
По другой версии название появилось от словосочетания "Мăк-çăм" что переводится как "мох" который высушивали использовали при строительстве избы и закладывали между брёвен. Мăк-çăм  — "моховая шерсть" применяли для прокладки бревен в срубах. 

## Население
Постоянное население составляло 834 человека (чуваши 92%) в 2002 году, 789 чел. в 2010 году.
- 1747 - 187 чел
- 1858 - 73 двора
- 1891 - 171 двор